# Chef de brigade
Chef de brigade war ein militärischer Dienstgrad, der nur in Frankreich und nur in der Zeit von 1793 bis 1803 verwendet wurde. Er entsprach dem Colonel.
Nachdem in der französischen Armee der Revolutionszeit die aus unzähligen ungedienten und unerfahrenen Freiwilligen aufgestellten Einheiten nicht ohne Weiteres in den Kampf geschickt werden konnten, wurden die sogenannten Demi-brigades de bataille gebildet. Bei diesen handelte es sich in der Regel um zwei Bataillone von Freiwilligen, denen ein erfahrenes Bataillon eines der stehenden Regimenter (die dazu aufgeteilt wurden) als Stütze beigegeben wurde.
Der Kommandant dieser Demi-brigade (also de facto eines Regiments aus drei Bataillonen) wurde als Chef de brigade bezeichnet. Am 24. September 1803, kurz vor Beginn des Kaiserreichs  wurden beide Begriffe wieder durch die ursprünglichen Regiment und Colonel ersetzt.
Auch wenn es in der Kavallerie keine demi-brigades de bataille gab, sondern weiterhin die Bezeichnung Régiment gebräuchlich war, galt der Rang Chef de brigade dort ebenso.